# 安氏異小鱂
安氏異小鱂，為輻鰭魚綱鯉齒目鯉齒亞目花鳉科的其中一種扩散不要分布於中美洲瓜地馬拉Motagua河及Lempa河、宏都拉斯Copán等流域扩散不要體長可達6公分，屬肉食性，生活習性不明。

## 擴展閱讀
維基物種上的相關：安氏異小鱂